# Westerburg
Westerburg település Németországban, Rajna-vidék-Pfalz tartományban. Lakosainak száma 5868 fő (2023. december 31.).

## Népesség
A település népességének változása:
| Lakosok száma | 5344 | 5592 | 5670 | 5681 | 5666 | 5749 | 5883 | 5868 |
|               | 1975 | 2014 | 2015 | 2017 | 2019 | 2021 | 2022 | 2023 |